# Nadejda Mouravieva
Nadejda Constantinovna Mouravieva (russe : Надежда Константиновна Муравьёва), née le 30 juin 1980 à Bratsk, est une joueuse russe de handball.

## Palmarès

### Club
compétitions internationales
- vainqueur de la coupe de l'EHF (C3) en 2012 et 2014
- finaliste de la Ligue des champions en 2007

compétitions nationales
- Championne de Russie en 1999, 2000, 2001, 2003, 2004, 2005, 2006 et 2008

### Sélection nationale
Championnat du monde
- Médaille d'or au Championnat du monde 2009
- Médaille d'or au Championnat du monde 2007
- Médaille d'or au Championnat du monde 2001

Championnat d'Europe
- Médaille de bronze au Championnat d'Europe 2008
- Médaille de bronze au Championnat d'Europe 2000

## Distinctions personnelles
- Meilleure défenseur du championnat d'Europe 2008